# بیرندراناگار
بیرندراناگار (به لاتین: Birendranagar) یک شهر در نپال است که در بخش سورکت واقع شده‌است. بیرندراناگار ۴۷٬۹۱۴ نفر جمعیت دارد.